# Sundasciurus lowii
Sundasciurus lowii is een zoogdier uit de familie van de eekhoorns (Sciuridae). De wetenschappelijke naam van de soort werd voor het eerst geldig gepubliceerd door Oldfield Thomas in 1892.
De soort komt voor in Malakka, op Sumatra, Borneo en op de omliggende kleine eilanden.